# Les Acteurs
Pour les articles homonymes, voir Acteur (homonymie).
Pour plus de détails, voir Fiche technique et Distribution.
Les Acteurs est un film français réalisé par Bertrand Blier en 1999 et sorti le 5 avril 2000.
Le film affiche une distribution exceptionnelle : la plupart des principaux acteurs français vivants de la fin du XXe siècle y jouent leur propre rôle et évoquent aussi la mémoire de quelques grands anciens.

## Synopsis
Quelques portraits de comédiens qui se rencontrent et se racontent, de façon organisée ou fortuite. Ils s'interrogent avec une certaine distance et ironie sur leur métier.

## Fiche technique
- Réalisation : Bertrand Blier
- Scénario et dialogues : Bertrand Blier
- Premier assistant réalisateur : Hubert Engammare
- Décors : Michèle Abbe
- Costumes : Jacqueline Bouchard
- Photographie : François Catonné
- Son : Pierre Befve, Emmanuel Croset
- Montage : Claudine Merlin, Philippe Heissler (montage son)
- Musique : Martial Solal
- Production : Alain Sarde, Christine Gozlan
- Sociétés de production : Les Films Alain Sarde, Planete A, TF1 Films Productions, Le Studio Canal
- Société de distribution : BAC Films
- Pays de production :  France
- Langue : français
- Format : 2.35:1 - 35mm - Couleur – Son DTS et Dolby Digital
- Genre : comédie
- Durée : 103 minutes
- Date de sortie : 
  - France : 5 avril 2000

## Distribution (par ordre alphabétique)
- Pierre Arditi : Lui-même
- Josiane Balasko : André Dussollier / Elle-même
- Jean-Paul Belmondo : Lui-même
- François Berléand : François Nègre, l'homme qui a volé la femme de Pierre Arditi
- Dominique Blanc : Geneviève, la femme de Michel Piccoli
- Claude Brasseur : Lui-même
- Jean-Claude Brialy : Lui-même
- Alain Delon : Lui-même
- Gérard Depardieu : Lui-même
- André Dussollier : Lui-même
- Jacques François : Lui-même
- Sami Frey : Lui-même
- Michel Galabru : L'acteur exécuté
- Christophe Guybet : Le flic motard
- Michael Lonsdale : Lui-même
- Jean-Pierre Marielle : Lui-même
- Michel Piccoli : Lui-même
- Claude Rich : Lui-même
- Maria Schneider : Marie-Cécile Nègre / Elle-même
- Michel Serrault : Lui-même
- Jacques Villeret : Lui-même
- Jean Yanne : Docteur Belgoder

et également :
- Pierre Aussedat : Le bon spectateur
- Bertrand Blier : Bertrand Blier, le metteur en scène (non crédité)
- Gérard Bôle du Chaumont : Un serveur
- Daniel Cauchy : Christian Decharme
- Jean-Quentin Châtelain : Un serveur
- Bernard Crombey : Un serveur
- Franck de La Personne : Un client au restaurant
- Marie-Christine Desmarets : L'admiratrice de Pierre Arditi et de Michel Serrault
- Albert Dupontel : L'officier de police
- Laurent Gamelon : Le conducteur de taxi
- Ticky Holgado : Le clochard cul-de-jatte
- Hervé Laudière : L'assistant-réalisateur
- Philippe Magnan : Le mauvais spectateur
- Charlotte Maury : L'admiratrice d'André Dussollier
- François Morel : L'homme à l'autographe
- Luc Palun : L'homme bousculé
- Patachou : La vieille dame aveugle
- Serge Riaboukine : Le deuxième flic motard
- Jean Topart : Le cinéaste manière "Jean-Pierre Melville"
- Michel Vuillermoz : L'infirmier
- Claire Wauthion : La femme de Jacques François
- Bruno Abraham-Kremer
- Marie-Christine Adam
- Damien Dodane
- Béatrice Michel
- Éric Prat (rôle coupé au montage final)

## Box-office
- France : 415 427 entrées[1]

## Autour du film
- Alain Delon fait référence au film Le Clan des Siciliens en parlant de Lino Ventura et Jean Gabin, ainsi qu'à tous les grands comédiens avec lesquels il a tourné :  Bourvil, Yves Montand, Simone Signoret et Louis de Funès
- D'après le cinéaste, Jacques François obtint là un de ses plus beaux rôles : celui du meurtrier de Jean-Pierre Marielle. D'ailleurs, ce dernier répètera dans le film que pour une fois, il a le rôle principal durant cette scène.
- On assiste également à l'exécution de Michel Galabru, qui a refusé de collaborer à la destruction des acteurs.
- Le film s'achève sur une conversation téléphonique avec l'au-delà, d'abord entre Claude Brasseur et son père, le comédien Pierre Brasseur, et enfin entre le réalisateur Bertrand Blier lui-même et son père, Bernard Blier, en hommage final à ces deux acteurs disparus.
- Patrick Dewaere est évoqué dans le film, que Bertrand Blier a dirigé dans trois films : Les valseuses, Préparez vos mouchoirs et Beau-père.
- Parmi les grandes figures masculines du cinéma français qui ne sont pas dans le film, on peut notamment citer : Jean Rochefort que Bertrand Blier a dirigé dans Calmos, Philippe Noiret qu'il a dirigé dans la pièce de théâtre Les Côtelettes, et Bruno Cremer qu'il a dirigé dans Si j'étais un espion et Tenue de soirée. Guy Bedos, Pierre Vernier, et Jean-Pierre Mocky qui faisaient aussi partie de la bande du Conservatoire, et qui est bien représentée dans le film, n'y figurent pas. Dans la troupe Le Splendid, qui a rendu populaire plusieurs acteurs, seule Josiane Balasko est au générique, que Bertrand Blier a dirigé dans Trop belle pour toi, mais pas Michel Blanc, qu'il a dirigé dans Tenue de soirée et Merci la vie, ni Thierry Lhermitte qu'il a dirigé dans La Femme de mon pote. Quelques autres acteurs ayant obtenu le César du meilleur acteur, et qui ne sont pas au générique, il y a notamment : Daniel Auteuil, Gérard Lanvin (qu'il a dirigé dans Mon homme),  Jacques Dutronc, Richard Bohringer. Jean-Louis Trintignant, Prix d'interprétation masculine du Festival de Cannes pour son rôle dans Z est également absent. Quant à Pierre Richard, célèbre pour ses comédies et qui a dirigé son père Bernard Blier, dans ses films Le Distrait et Je sais rien, mais je dirai tout, et avec qui il a aussi joué dans plusieurs films, n'est pas présent.